# Pterois
Pterois es un género de peces marinos venenosos encontrados principalmente en el Indo-Pacífico. Los peces del género Pterois tienen un par de aletas en forma de abanico en las aletas pectorales y una punzante primera aleta dorsal. Estas aletas recuerdan la melena del león, lo que le da al pez león su nombre común. La forma y la coloración de su cuerpo le proporcionará la capacidad para mezclarse con el entorno, que normalmente se llama camuflaje.
Pterois tiene varias espinas dorsales venenosas; este veneno se dice que es doloroso, pero la picadura de un pez león no es fatal para los seres humanos. Tanto la mímica como el veneno son una defensa importante. Cuando un depredador identifica cualquier Pterois disfrazado con el hábitat, la picadura de la espalda la mantendrá alejado a los depredadores por un tiempo bastante largo. El cuerpo de la mayoría de Pterois está dominado por el color marrón o, a veces, marrón con franjas blancas a lo largo del cuerpo y las aletas. Pterois vive en los océanos Índico y Pacífico, especialmente en los arrecifes de coral, es popular como un pez de acuario marino. 
Pteropterus ha sido reclasificado como Pterois.

## Especies
Se reconocen las siguientes según WoRMS:.
- Pterois andover Allen & Erdmann, 2008
- Pterois antennata (Bloch, 1787).
- Pterois brevipectoralis (Mandrytsa, 2002)
- Pterois lunulata Temminck & Schlegel, 1843
- Pterois miles (Bennett, 1828)
- Pterois mombasae (Smith, 1957)
- Pterois paucispinula Matsunuma & Motomura, 2015
- Pterois radiata Cuvier, 1829
- Pterois russelii Bennett, 1831
- Pterois sphex Jordan & Evermann, 1903
- Pterois volitans (Linnaeus, 1758).

## Identificación

Pez León de Aleta Clara (Pterois radiata).
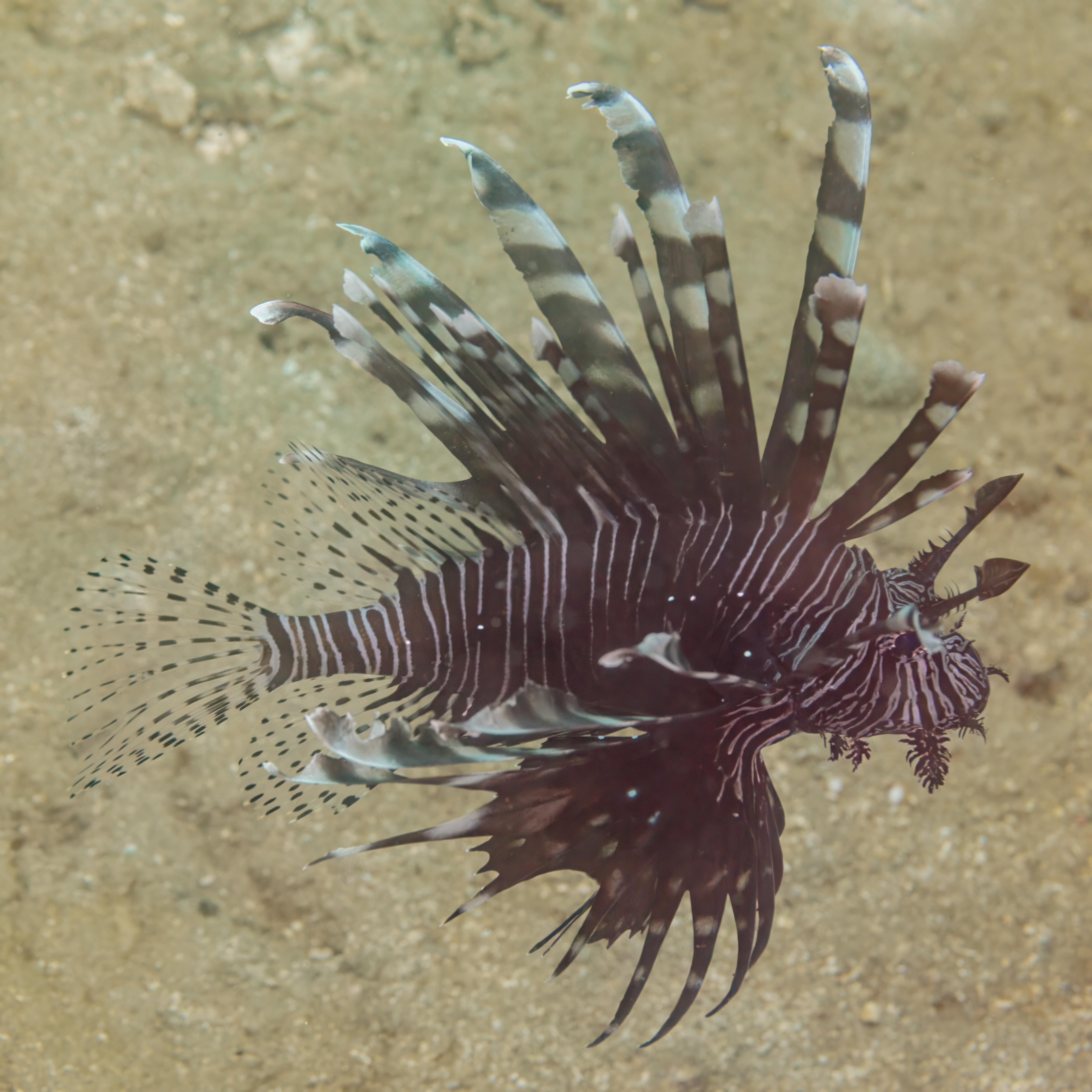
Pez León Rojo (Pterois volitans).
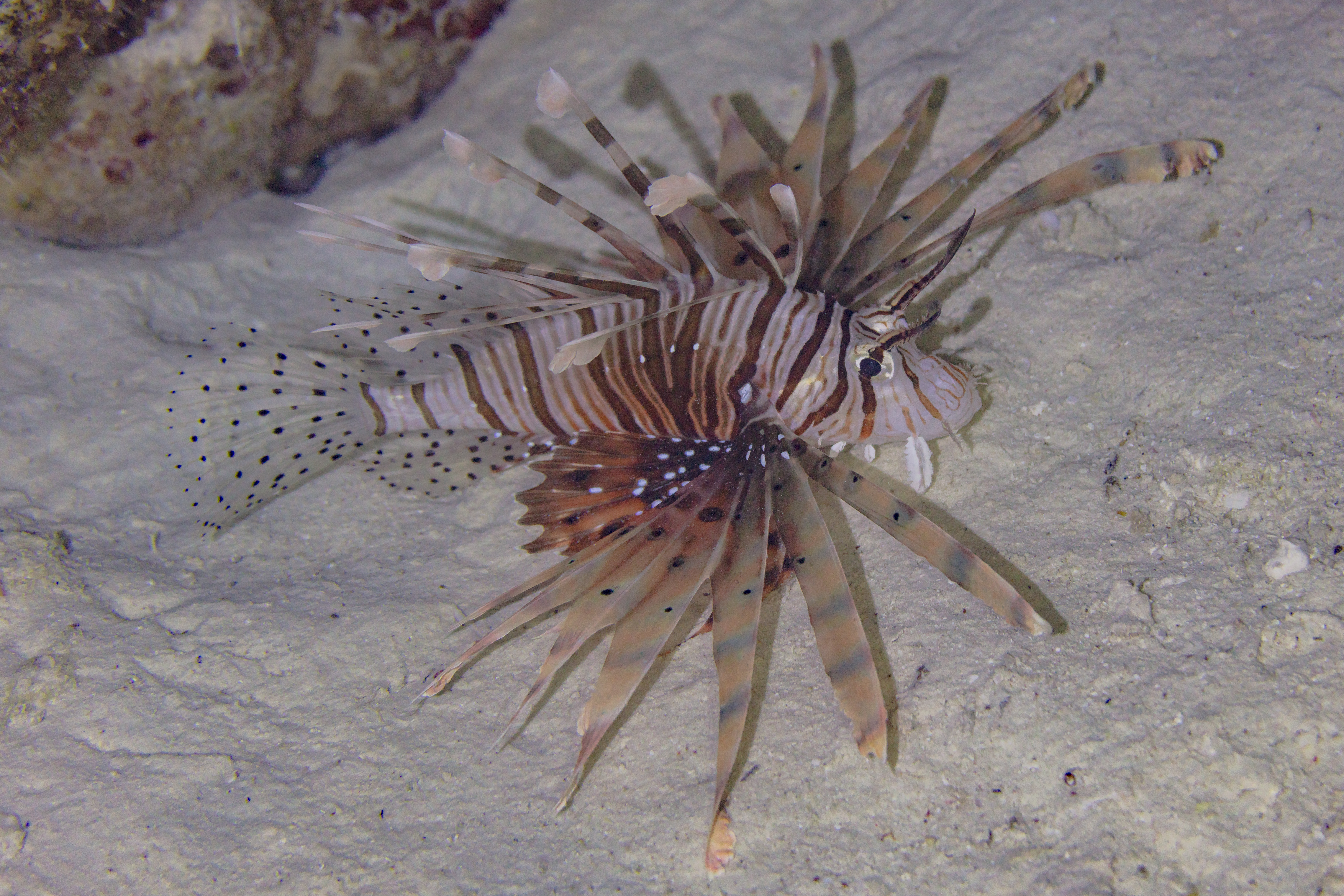
Pez León Común (Pterois miles).
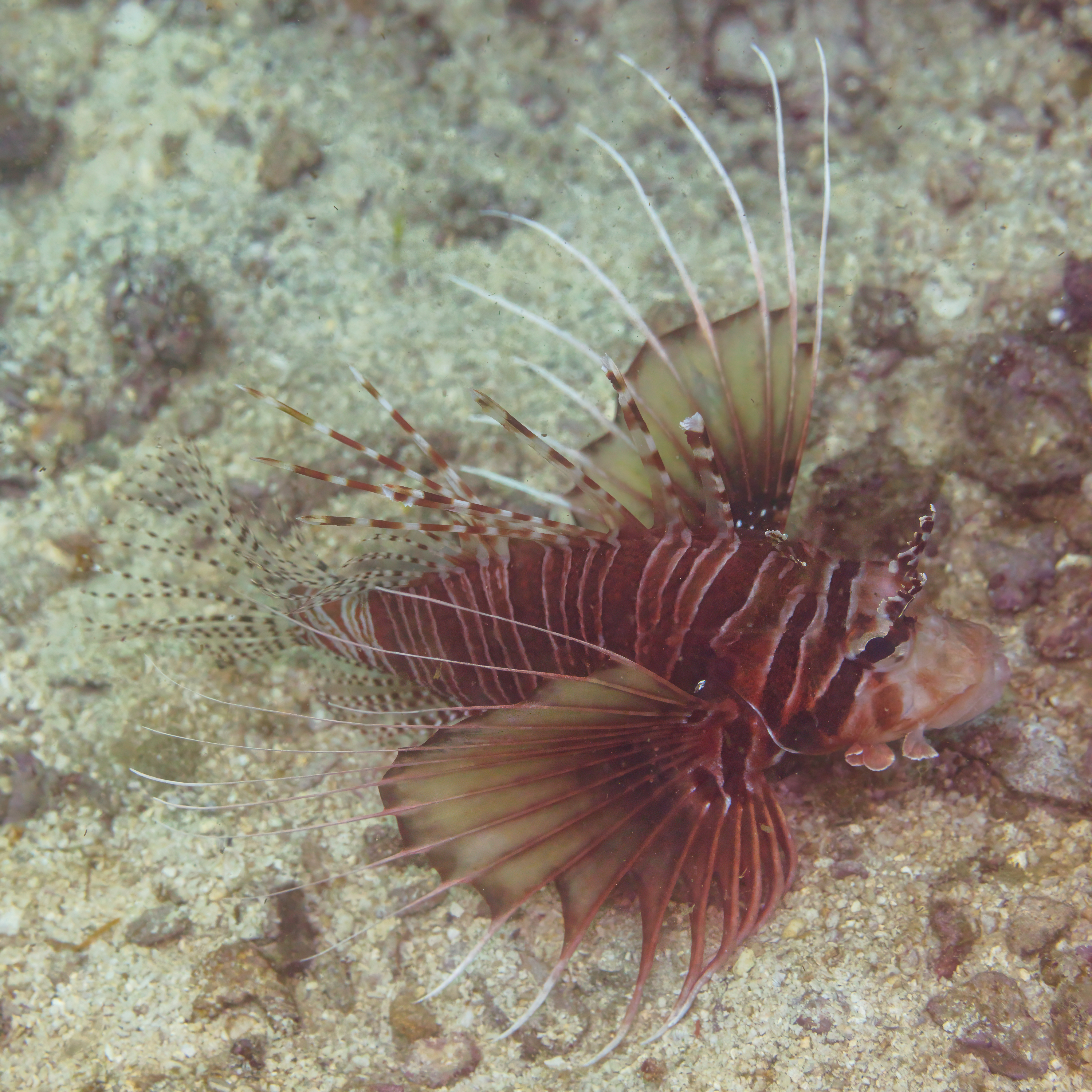
Pez león de barra ancha (Pterois antennata).
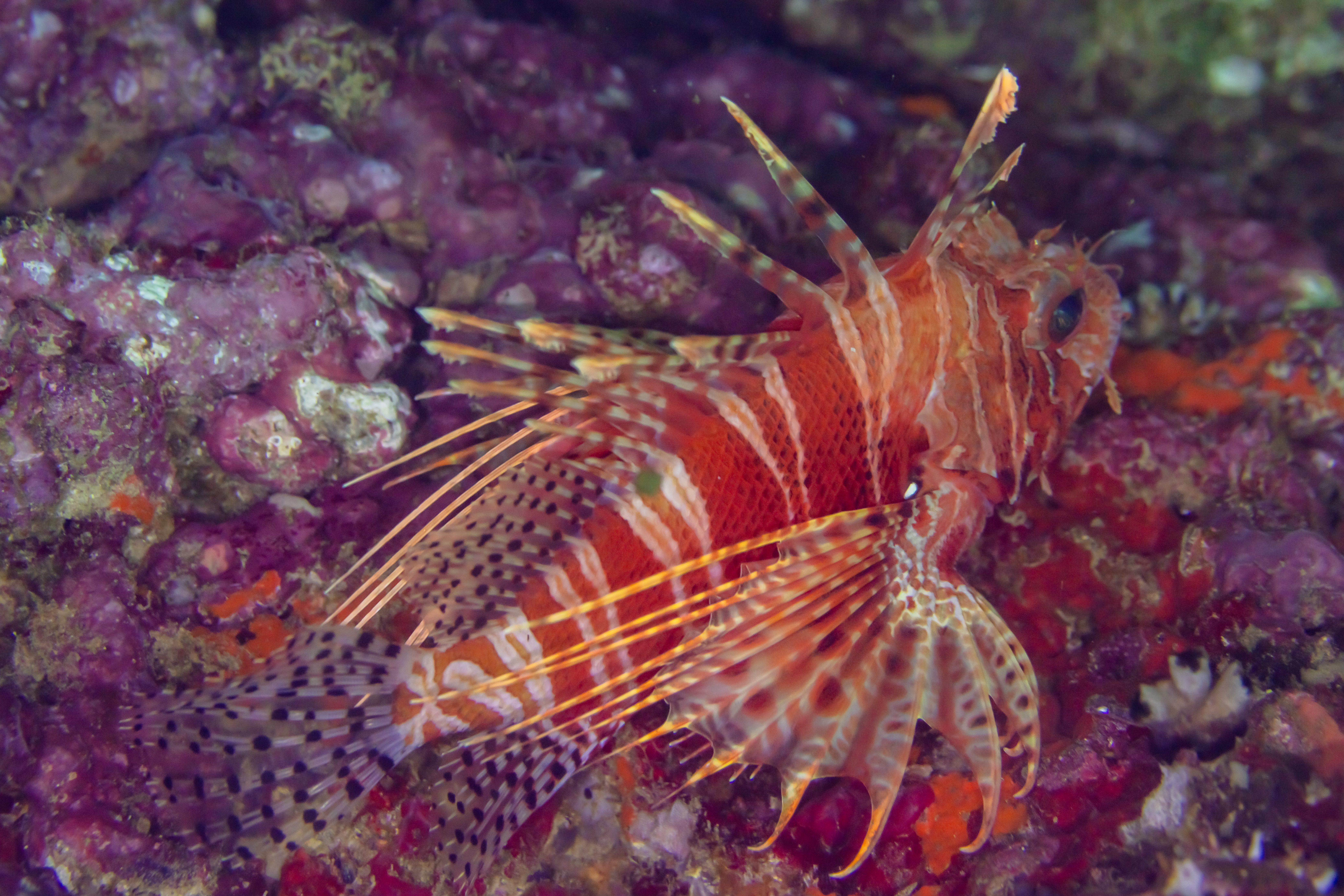
Pez león de Mombasa (Pterois mombasae).